# Ланс-Нор-Эст
Ланс-Нор-Эст (фр. Lens-Nord-Est) — упраздненный кантон во Франции, регион Нор-Па-де-Кале, департамент Па-де-Кале. Входил в состав округа Ланс.
В состав кантона входили коммуны (население по данным Национального института статистики за 2009 г.):
- Анне (4 315 чел.)
- Ланс (13 422 чел.) (частично)
- Луазон-су-Лан (5 369 чел.)

## Политика
На президентских выборах 2012 г. жители кантона отдали в 1-м туре Франсуа Олланду 32,7 % голосов против 28,8 % у Марин Ле Пен и 16,9 % у Николя Саркози, во 2-м туре в кантоне победил Олланд, получивший 61,7 % голосов (2007 г. 1 тур: Сеголен Руаяль — 28,0 %; Саркози — 22,8 %. 2 тур: Руаяль — 56,2 %). На выборах в Национальное собрание в 2012 г. по 3-му избирательному округу департамента Па-де-Кале они поддержали кандидата Социалистической партии, мэра Ланса Ги Делькура, набравшего 41,1 % голосов в 1-м туре и 59,7 % — во 2-м туре. (2007 г. 13-й округ. Ги Делькур (СП): 1 тур — 39,3 %, 2 тур — 62,1 %). На региональных выборах 2010 года в 1-м туре победил список социалистов, собравший 36,5 % голосов против 16,8 % у Национального фронта, 10,1 % у коммунистов и 10,0 % у списка «правых». Во 2-м туре единый «левый список» с участием социалистов, коммунистов и «зелёных» во главе с Президентом регионального совета Нор-Па-де-Кале Даниэлем Першероном получил 57,2 % голосов, Национальный фронт Марин Ле Пен занял второе место с 27,8 %, а «правый» список во главе с сенатором Валери Летар с 15,0 % финишировал третьим.
|  | Кандидат        | Партия                  | % голосов |
|  | --------------- | ----------------------- | --------- |
|  | Мари-Поль Ледан | Социалистическая партия | 56,55     |
|  | Фредди Бодрен   | Национальный фронт      | 43,45     |

|  | Кандидат        | Партия                  | % голосов |
|  | --------------- | ----------------------- | --------- |
|  | Мари-Поль Ледан | Социалистическая партия | 67,26     |
|  | Поль Даршикур   | Национальный фронт      | 32,74     |